# Stol'bovoj
Stolbovoj (in lingua russa Cтолбовой) era un piccolo insediamento commerciale russo situato nell'Oblast' di Arcangelo, sull'isola meridionale della Novaja Zemlja, a circa 1110 km a nord-est di Arcangelo. 

## Geografia
L’ex insediamento si trovava presso capo Stol’bovoj, dove lo Stretto di Matočkin si immette nel Mare di Barents.

## Storia
Il luogo era un tempo frequentato dai pescatori pomory e dagli esploratori del Nord nel periodo estivo.